# Rio das Antas (Rio Grande do Sul)
Pour les articles homonymes, voir Rio das Antas (homonymie).
Le rio das Antas est un cours d'eau brésilien de l'État du Rio Grande do Sul.
Il a ses sources sur le territoire de la municipalité de São José dos Ausentes, Rio Grande do Sul, à l'extrême Est du Plateau des Campos Gerais, extrême nord-est de l'État. 
À proximité de la municipalité de Muçum, le rio das Antas reçoit les eaux du rio Guaporé et change de nom pour celui de rio Taquari. Des sources au Taquari, il parcourt un total de 390 km. 

## Caractéristiques
Le bassin du rio das Antas peut être divisé, selon des critères géomorphologiques, en deux tronçons :
- Des sources jusqu'au confluent avec le rio Quebra-Dentes (183 km) ;
- Du rio Quebra-Dentes jusqu'à la confluence avec le Rio Guaporé (207 km).